# Europese kampioenschappen taekwondo (AETF)
De Europese kampioenschappen taekwondo zijn door de All Europe Taekwon-do Federation (AETF) georganiseerde kampioenschappen voor taekwondoka's. De eerste editie vond plaats in het Nederlandse Rotterdam in 1978.

## Erelijst
| Editie | Jaar | Locatie                          |
| ------ | ---- | -------------------------------- |
| 1      | 1978 | Rotterdam (Nederland)            |
| 2      | 1980 | Londen (Verenigd Koninkrijk)     |
| 3      | 1982 | Napels (Italië)                  |
| 4      | 1984 | Boedapest (Hongarije)            |
| 5      | 1990 | Davos (Zwitserland)              |
| 6      | 1991 | Reading (Verenigd Koninkrijk)    |
| 7      | 1992 | Koszalin (Polen)                 |
| 8      | 1993 | Groningen (Nederland)            |
| 9      | 1994 | Lublin (Polen)                   |
| 10     | 1995 | Keulen (Duitsland)               |
| 11     | 1996 | Riccione (Italië)                |
| 12     | 1997 | Zrece (Slovenië)                 |
| 13     | 1998 | Saloniki (Griekenland)           |
| 14     | 1999 | Riccione (Italië)                |
| 15     | 2000 | Edinburgh (Verenigd Koninkrijk)  |
| 16     | 2001 | Villajayosa (Spanje)             |
| 17     | 2002 | Třeboň (Tsjechië)                |
| 18     | 2003 | Rijeka (Kroatië)                 |
| 19     | 2004 | Tampere (Finland)                |
| 20     | 2005 | Terracine (Italië)               |
| 21     | 2006 | Constanta (Roemenië)             |
| 22     | 2007 | Poprad (Slovakije)               |
| 23     | 2008 | Wrocław (Polen)                  |
| 24     | 2009 | Benidorm (Spanje)                |
| 25     | 2010 | Skövde (Zweden)                  |
| 26     | 2011 | Bratislava (Slovakije)           |
| 27     | 2012 | Maribor (Slovenië)               |
| 28     | 2013 | Skövde (Zweden)                  |
| 29     | 2014 | Riccione (Italië)                |
| 230    | 2015 | Motherwell (Verenigd Koninkrijk) |
| 31     | 2016 | Tampere (Finland)                |
| 32     | 2017 | Sofia (Bulgarije)                |
| 33     | 2018 | Maribor (Slovenië)               |